# Yanina Weiland
Yanina Weiland (Múnich, 11 de mayo de 1994) es una jugadora de voleibol y voleibol de playa alemana.

## Carrera
Comenzó a jugar voleibol en 2004 cuando tenía diez años con el PSV Múnich. En la temporada 2007-08 se trasladó al SV Lohhof. Allí alcanzó el tercer lugar con la D-Youth en el Campeonato Alemán en Lohhof. Sus mayores éxitos en la juventud fueron en la temporada 2008/09, cuando se proclamó campeona de Alemania en el Halle de Dieburg con la Sub-16 y ganó la copa federal de la Sub-17 en Damp junto a su compañera Sandra Ittlinger en voleibol de playa. También fue nombrada para la plantilla de la selección nacional Sub-16. Al año siguiente, la estudiante de secundaria ganó el subcampeonato alemán Sub-18 como capitana.
En la temporada 2009/10, perteneció junto con Lisa Keferloher (de su misma edad) al equipo de segunda división de la SVL. Weiland tuvo su primera aparición en la alineación titular en la posición diagonal en el debut en casa de la temporada contra el Roten Raben Vilsbiburg II.
Tuvo su primera asignación en primera división el 21 de abril de 2010 en el Carl-Orff-Gymnasium en el partido de local del SV Lohhof contra el co-promovido SC Potsdam, que perdió 1:3.

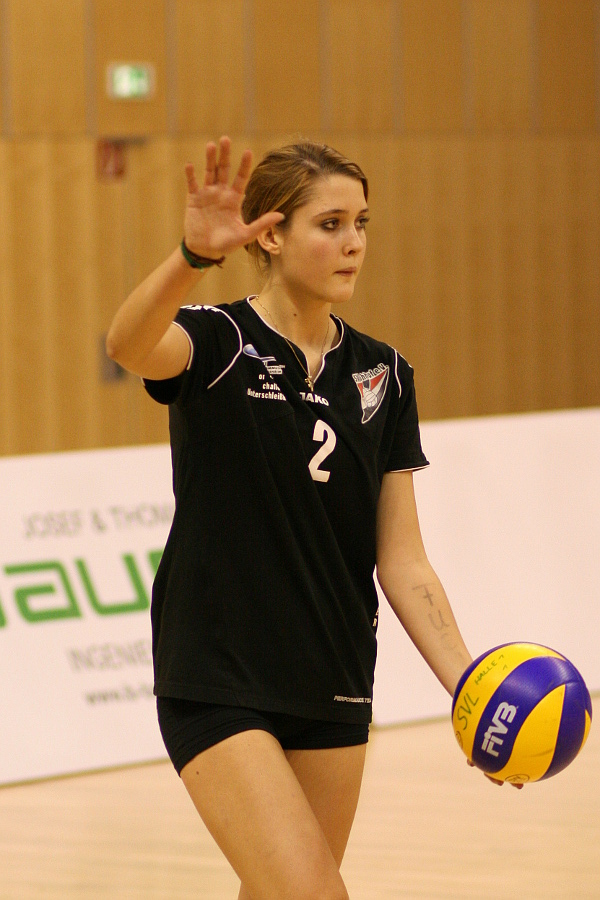
Weiland en un partido del SV Lohhof en 2009.

En la temporada 2010/11 perteneció a la plantilla del primer equipo femenino del equipo descendido de la Bundesliga. Fue titular en el inicio de la temporada ante el TG Bad Soden, que los Lohhofers ganaron por 3-0. También en los dos juegos contra VC Offenburg (fuera 1:3, en Unterschleißheim 3:0) el estudiante de secundaria estuvo en el campo en el primer set, en el juego de casa hasta el final del juego. Weiland también fue sustituido catorce veces en los primeros veinte partidos de la temporada. En los últimos cuatro partidos de la temporada no pudo ser utilizada por una lesión. La jugadora más joven de la plantilla de la segunda división del club fue utilizada tanto como atacante exterior como jugadora diagonal y ganó el campeonato de la segunda Bundesliga Sur con el SV. Logró el tercer lugar en los campeonatos nacionales con la juventud B de SV Lohhof. En la A-Youth, las Unterschleißheim femeninas fueron campeonas de Alemania, en la final derrotaron al anfitrión USC Münster. Después de que Weiland e Ittlinger quedaran terceras en el campeonato alemán de playa sub-20, fueron nominadas en agosto como el equipo de Alemania I para el Campeonato Europeo de voleibol de playa sub-18 en Lituania. Después de cinco victorias seguidas sin perder un set, las dos alemanas perdieron en los siguientes dos encuentros ante sus oponentes de Polonia y Rusia y terminaron quintas.
Al año siguiente, estuvo en los primeros ocho partidos en la alineación titular del SV Lohhof. Tras un parón por lesión, saltó al campo por primera vez ante el VC Olympia Dresden en una breve cesión en la aceptación. Después de que jugara de principio a fin en el siguiente partido en Raben Vilsbiburg II, volvió a lesionarse. Solo en su último encuentro con el club del distrito de Múnich contra los Fighting Kangaroos de Chemnitz, este fue también el último encuentro de las mujeres de Unterschleißheim en la temporada 2011/12 donde pudo ser utilizada nuevamente. Como Libera, ayudó al SV Lohhof a terminar la temporada con una victoria y quedó séptima en la mesa final de la Segunda Bundesliga Sur.
Weiland e Ittlinger comenzaron como el único equipo alemán femenino en los campeonatos mundiales juveniles de playa celebrados en Lárnaca, Chipre. Después de terminar segundas en su grupo preliminar, las dos alemanas derrotaron a una pareja noruega y neerlandesa. En cuartos de final eliminaron a los tres cabezas de serie suizos Eiholzer/Betschart. Luego de derrotas en tres sets en las semifinales y en el juego por la medalla de bronce, la pareja terminó cuarta en la general. En el mismo año, las dos jugadoras bávaras terminaron terceras en los campeonatos de playa alemanes sub-20 y sub-19.
En el verano de 2012, se mudó al centro federal de entrenamiento de voleibol de playa en Berlín. La estudiante jugó bajo techo para el VC Olympia Berlin 93 en la temporada 2012/13.

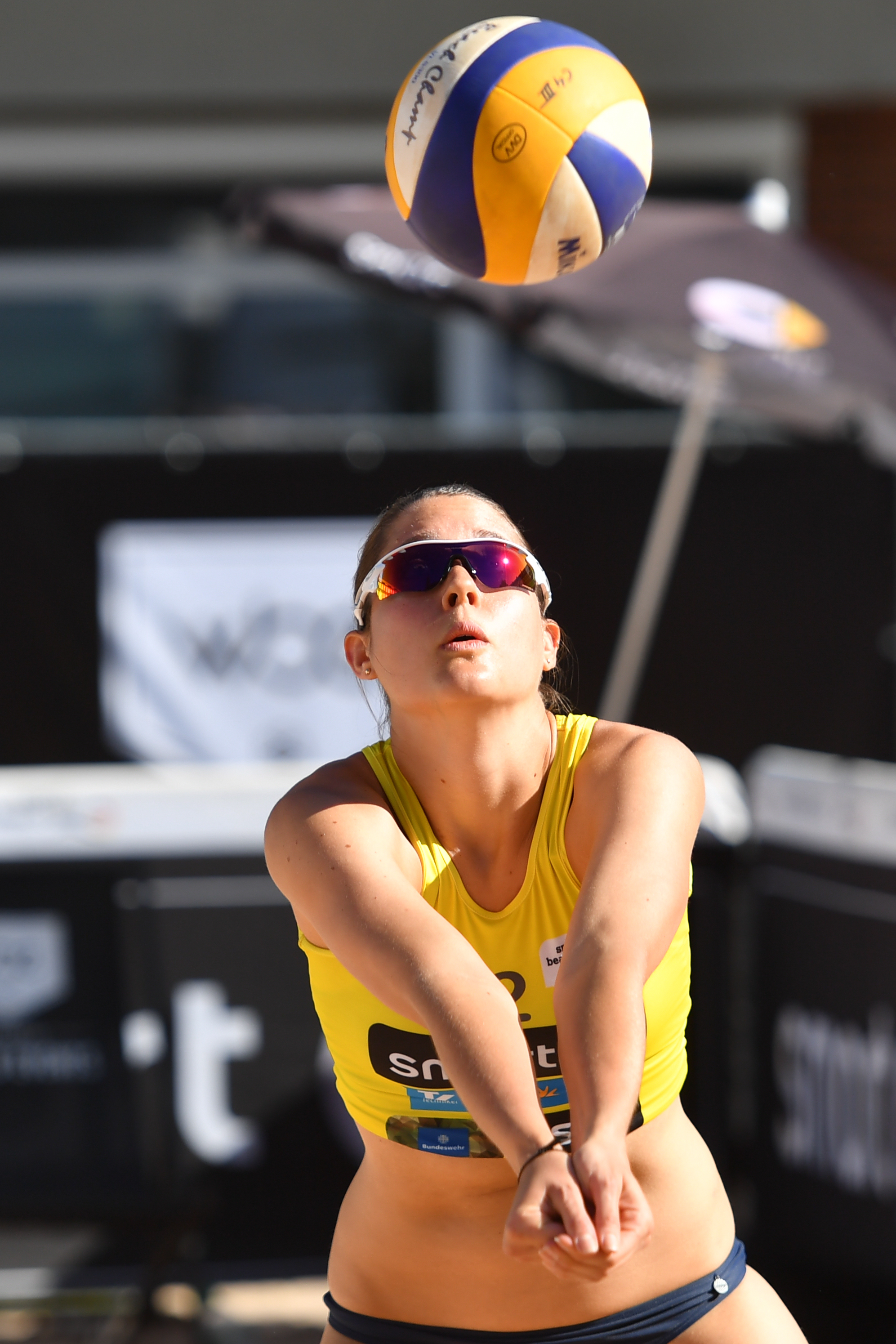
Weiland durante el Smart Beach Tour de 2017.

En 2013, fue titular en el Campeonato Mundial Júnior para menores de 20 años en Umag junto a Anna Behlen. En la clasificación, las dos atletas alemanas pudieron derrotar a las polacas Paulina Stasiak y Dorota Strag en sets seguidos. En los partidos de grupo que siguieron, hubo inicialmente una derrota contra las austriacas Lena Plesiutschnig y Katharina Schützenhöfer. Posteriormente, Behlen y Weiland pudieron ganar contra las rusas Ksenia Dabizha/Ksenia Dyachuk y las venezolanas Guadalupe González/Gina Vivas, clasificando para la primera ronda principal. Allí lograron inicialmente un claro éxito de 21:9/21:15 sobre Sophie Bukovec, quien más tarde se convirtió en vicecampeona mundial en 2022, con su entonces pareja Alexandra Woolley de Canadá. En el siguiente encuentro, las campeonas mundiales de 2022 Eduarda Santos Lisboa y Tainá Silva también fueron derrotadas por las alemanas. Sin embargo, en los cuartos de final contra las austriacas, Behlen y Weiland no pudieron salir victoriosas, por lo que terminaron quintas en este evento.
Con su pareja habitual Ittlinger, alcanzó los cuartos de final del Campeonato Europeo Sub-20 en la misma temporada y terminó sexta en el Campeonato Europeo Sub-22 un año después. En las siguientes temporadas, las dos atletasllegaron a la final de la gira alemana en Hamburgo 2015, Münster y Dresden 2016, así como a las victorias en Jena y St. Peter Ording en el mismo año. Después de separarse de su pareja a largo plazo, llegó a las semifinales dos veces más junto con Behlen en Kuehlungsborn y St. Peter Ording. En el último partido de su carrera en Leipzig en julio de 2018, volvió a lograr el mismo resultado con Regan Scott, tras lo cual se despidió de los deportes competitivos.

## Vida personal
Antes de mudarse a Berlín, vivía en Múnich con su madre Elli Haider-Weiland, su padre Federico Weiland y su hermano menor. Después de graduarse de la escuela secundaria, la nativa de Múnich estudió en la Universidad Técnica de Berlín.